# بروميليا تسمانية
بروميليا تسمانية (الاسم العلمي:Bromelia tessmannii) هو نوع نباتي يتبع جنس البروميليا من فصيلة البروميلية.